# Poweri
Poweri è il sesto album discografico del gruppo musicale italiano Amari, pubblicato nel 2009.

## Tracce
1. Ho fatto un po' di casino
2. Girls on Vodka
3. Dovresti dormire feat. Dargen D'Amico
4. There There There
5. Your Kisses
6. Acqua di Joe
7. New People in Town
8. Cronaca vera
9. Chupacabra
10. Preservativi ovunque
11. Lost on the Sea
12. Gli anni dei monitor accesi
13. Lucio B/D
14. Tiger
15. Un altro giro attorno alla casa